# Banco Industrial del Perú
El Banco Industrial del Perú fue un banco peruano creado en 1936 con la finalidad de fomentar el desarrollo de la actividad industrial. 
Fue creado mediante Ley n.º 7695 del 2 de octubre de 1936 emitido por el Congreso Constituyente y promulgado por el presidente Luis Miguel Sánchez Cerro.
En 1992 durante el gobierno de Alberto Fujimori fue declarado en estado de disolución.